# Saint-Victor-la-Rivière
 Saint-Victor-la-Rivière là một xã ở tỉnh Puy-de-Dôme trong vùng Auvergne-Rhône-Alpes miền trung nước Pháp.